# Coleophora lacera
Coleophora lacera é uma espécie de mariposa do gênero Coleophora pertencente à família Coleophoridae.